# Pentti Linnosvuo
Pentti Tapio Aleksi Linnosvuo surnommé Pena ou Pena Suuri, né le 17 mars 1933 à Vaasa en Pohjanmaa en Finlande et mort le 13 juillet 2010 à Helsinki en Uusimaa en Finlande, est un tireur finlandais.

## Palmarès

### Tir aux Jeux olympiques
- 1952, à Helsinki,  Finlande
  - 5e au Pistolet feu rapide à 25 m.

- 1956, à Melbourne,  Australie
  - 4e au Pistolet feu rapide à 25 m.
  -  Médaille d'or au 50 m pistolet.

- 1960, à Rome,  Italie
  -  Médaille d'argent au Pistolet feu rapide à 25 m.
  - 13e au 50 m pistolet.

- 1964, à Tokyo,  Japon
  -  Médaille d'or au Pistolet feu rapide à 25 m.

- 1968, à Mexico,  Mexique
  - 11e au Pistolet feu rapide à 25 m.